# Kohlbach (Kraichbach)
Der Kohlbach ist ein rund 12 Kilometer langer Bach im Kraichgau im nordwestlichen Baden-Württemberg, der im Stadtteil Flehingen von Oberderdingen im Landkreis Karlsruhe von rechts und Osten in den oberen Laufabschnitt des Rhein-Zuflusses Kraichbach mündet.

## Geographie

### Verlauf
Der Kohlbach entsteht an einem Traufabschnitt der langgestreckten Schilfsandsteinstufe, in der zwischen Bretten und Eppingen der Stromberg und der Heuchelberg nordwestlich auslaufen. Das Quellgebiet liegt im äußersten Süden der Sulzfelder Gemeindegemarkung im Kohlbachwald und der östlich unmittelbar benachbarten Eppingen-Mühlbacher Ortsgemarkung im südlichsten Hartwald. Die offizielle Quelle liegt auf etwa 300 m ü. NHN am Beginn einer nordöstlich laufenden Waldklinge im Kohlbachwald neben der Straße von Ochsenburg nach Sulzfeld. Eine weitere, namentlich auf Karten als Kohlbrunnen ausgewiesene Quelle läuft der Klinge etwas weiter abwärts von der oberen rechten Hangkante zu; schon im Hartwald entsteht etwas höher ein weiterer, unbenannter und etwa 0,5 km längerer rechter Quellast. Schon merklich eingetieft, läuft der vereinte Kohlbach von diesem Zulauf an zwischen großen alten Schilfsandsteinbrüchen, die an beiden oberen Hangkanten beginnen, ungefähr nach Norden, ehe er den Wald verlässt, vor dem ersten Weinberghang am Föhrenberg nach Nordwesten ausweicht und aus der Kontur der Waldberge in die vorgelagerte Kraichgau-Hügellandschaft überwechselt.
Hier setzt der Bach zu einem weiten Bogen nach Norden und wieder zurück auf etwa gleiche Breite an, der sich bis Flehingen hinzieht; seine vor allem rechten sonnenausgesetzten Hänge sind nun oft mit Wein bepflanzt. Zuerst weitet sich der flache Talgrund stark aus, der Bach zieht etwa 80 m unter der Ravensburg auf einer Kuppe eines rechten Randsporns vorbei und durchquert Sulzfeld, worin er lange verdolt läuft. An dessen Nordende tritt die Kraichgaubahn Heilbronn–Karlsruhe aus einem Tunnel im Osten ins Tal und folgt dann dem Bach auf fast seinem ganzen restlichen Lauf am linken Hangfuß. Nach Sulzfeld beginnt fast schon an der Mitte des Bogens in der Aue das Naturschutzgebiet Kohlbachtal und angrenzende Gebiete, das sich, besiedelte Teile ausgenommen, bis zum Mündungsort längs des Baches hinzieht und auch Talgründe zulaufender Nebenbäche umfasst. Deren erster schon etwas größerer mündet von rechts an der Sulzfelder Egonmühle, anschließend wendet sich der Bach mehr und mehr nach Südwesten, wechselt aufs Zaisenhausener Gemeindegebiet, die B 293 steigt nahe der Grenze aus Eppingen im Nordosten kommend ins Tal ab und folgt dann an der Hangseite der Bahnlinie. Im Ort Zaisenhausen mündet von rechts das 2,4 km lange Claffenbrunnenbächle aus dem Norden und ein kürzerer Hungergraben von links, nach dem Ort ein weiterer, 2,7 km langer Hungergraben von links. Kurz danach liegt an der Gemarkungsgrenze eine Schwefelquelle, die einst als Heilquelle genutzt wurde.
Am folgenden Siedlungsrand des Oberderdinger Teilorts Flehingen endet der große Bachbogen am Zulauf des mit 8,7 km längsten Zuflusses Humsterbach von Kürnbach im Osten her, der noch südöstlich davon in einer dem Kohlbach recht ähnlichen Quelllage entsteht. Die restlichen 0,9 km seines Laufes zieht der vereinte Bach durch Flehingen nach Westen und mündet dann beim Flehinger Wasserschloss von links und auf knapp 160 m ü. NHN in den hier nordwestlich ziehenden Kraichbach, der hier mehr als zwei Kilometer kürzer ist.

### Einzugsgebiet
Das Einzugsgebiet des Kohlbachs ist 46,9 km² groß, es gehört naturräumlich gesehen überwiegend zum Derdinger Hügelstreifen, einem Teilraum des Unterraums Kraich-Saalbach-Hügelland des Kraichgaus. Ein schmaler Randstreifen im Westen rechts über dem Tal gehört zum Teilraum Brettener Hügelland desselben Unterraums. Im Südosten gehören etwa 30 % der Fläche und nur der oberste Abschnitt des Gewässerlaufs zum Unterraum Heuchelberg des Nachbarnaturraums Strom- und Heuchelberg.
Der Kohlbach schlägt in seinem Einzugsgebiet einen weiten Nordbogen fast vom östlichsten Punkt desselben bis fast zum westlichsten, während der auf dem letzten Kilometer mündende Humsterbach, der mit 17,3 km² mehr als ein Drittel zum Einzugsgebiet beiträgt, nach einem kurzen Nordlauf von nahe dem Südsüdwesteck in recht gerader Linie ungefähr westwärts läuft.
Von der Mündung zieht die Wasserscheide nördlich bis etwa zum Flehinger Luisenhof. Von dort läuft sie auf dem Höhenrücken gegen das Einzugsgebiet des abwärtigen Kraichbach-Zuflusses Eschbach anfänglich auf der Hohen Straße nordöstlich bis zu einem Hügelgipfel auf 269 m ü. NHN nördlich des Waldstreifens Schwalbenrain, dem höchsten Punkt an dieser Seite des Einzugsgebietes, wo an die Grenze nun Einzugsgebiet der oberen Elsenz stößt, die nördlich über den unteren Neckar den Rhein erreicht.
Kurz nach diesem lokalen Höhenmaximum erreicht die Scheide ihren nordnordöstlichsten Punkt, kehrt sich dann nach Südosten und läuft bald dicht an der rechten Talschulter des Kohlbachs, dem sie sich nach Passieren der 286,9 m ü. NHN hohen Sulzfelder Ravensburg auf dem etwa 263 m ü. NHN hohen Föhrenberg bis auf weniger als einen halben Kilometer nähert. Anschließend erklettert sie über Hangwald das nordwestliche Randpodest von Heuchel- und Stromberg, wo sie am Eintritt der Straße Ochsenburg–Mühlbach in den Hartwald auf etwa 335 m ü. NHN den östlichsten Punkt des Einzugsgebietes erreicht, in dessen Nähe der längere rechte Quellast des Kohlbaches entsteht.
Ab hier entwässert die flache, offene Hochebene jenseits über die Zaber ostwärts zum mittleren Neckar, dicht an ihrem Trauf läuft die Einzugsgebietsgrenze des Kohlbachs südsüdwestlich und gelangt zwischen Leonbronn und Sternenfels an den Anstieg zur nächsten, ganz bewaldeten Stufe des Strombergs, nach deren Erklimmen sie beim Wasserreservoir etwa einen Kilometer südöstlich über Sternenfels an dessen Nordtrauf den mit 418,6 m ü. NHN höchsten und südlichsten Punkt des Einzugsgebietes in deren Südsüdwestecke erreicht. Hier konkurriert jenseits auf einem kurzen Stück deren großer Nebenfluss Kirbach und dann die Metter selbst zur unteren Enz.
Über den Sporn des Schloßbergs steigt die Wasserscheide nun nordwestlich schnell hinab nach Sternenfels auf der unteren Höhenstufe des Strombergs um 310 m ü. NHN, durchquert das Dorf und steigt dann gleich nochmals ab ins Kraichgau-Hügelland, wo sie auf der rechten Hangschulter in Höhen unter 220 m ü. NHN in einem Abstand von oft nur wenigen hundert Metern dem Kraichbach rechtsseitig bis zurück zur Mündung des Kohlbachs an der Westspitze des Einzugsgebietes folgt.
Am Kohlbach liegen nacheinander die Seemühle, das Dorf und die Egonmühle der Gemeinde Sulzfeld, danach das Dorf und eine fast von der Ortsgrenze erreichte Mühle der Gemeinde Zaisenhausen, zuletzt Das im folgenden aufgegangene Sickingen und der Hauptort des Stadtteils Flehingen der Stadt Oberderdingen. Abseits des Kohlbachs haben die Gemeinden Sternenfels (zum Enzkreis gehörend) und Kürnbach einen großen Anteil am Teileinzugsgebiet des Humsterbaches. Nur kleine Randzwickel des Einzugsgebietes gehören zur Gemeinde Zaberfeld, zur Stadt Eppingen (beide im Landkreis Heilbronn) sowie zur Stadt Kraichtal.

### Zuflüsse
Liste der direkten Zuflüsse und  Seen von der Quelle zur Mündung. Gewässerlänge, Seefläche, Einzugsgebiet und Höhe nach den entsprechenden Layern auf der Onlinekarte der LUBW. Andere Quellen für die Angaben sind vermerkt.
Quelle des Kohlbachs gut einen Kilometer nordwestlich von Zaberfeld-Ochsenburg neben der K 3509 (Nummer ab der Kreis- und Gemeindegrenze, zuvor K 2060) von dort nach Sulzfeld im beginnenden Sulzfelder Kohlbachwald auf etwa 300 m ü. NHN. Der Bach läuft zunächst nordöstlich.
- (Zufluss vom Kohlbrunnen), von rechts auf etwa 260 m ü. NHN etwa 200 m unterhalb der offiziellen Quelle, über 0,1 km.[LUBW 6] Die Quelle Kohlbrunnen liegt auf etwa 290 m ü. NHN.
- (Längerer Quellast), von rechts auf etwa 247 m ü. NHN etwa 400 m unterhalb der offiziellen Quelle, 1,0 km. Entsteht auf knapp 320 m ü. NHN in der Südwestspitze des Eppinger Hartwalds, etwa 250 m nördlich des Waldrands mit einem Teilstück der Eppinger Linien. Der Kohlbach läuft ab hier nordnordwestlich und tritt etwa 950 m unterhalb der offiziellen Quelle an einem sumpfigen Waldrand auf etwa 225 m ü. NHN in eine südliche Flurbucht aus. Nach weiteren etwa 300 m verlässt er auf etwa 215 m ü. NHN seine Waldbucht und wendet sich vor dem Weinbergsüdhang des Föhrenbergs nach Westnordwesten.
- Schaiberngraben, von links auf etwa 207 m ü. NHN, ca. 0,5 km. Entsteht auf etwa 219 m ü. NHN.
Das Tal ist inzwischen eine breite und flache Mulde.
- Passiert die Sulzfelder Seemühle auf etwa 200 m ü. NHN.
Der Bach dreht danach auf Nordwestkurs.
- (Zufluss vom Fuß des Weinbergshangs am Leiberg), von links am südöstlichen Ortsrand von Sulzfeld, 1,1 km. Entsteht im Gewann Büsch auf etwa 227 m ü. NHN. Ist am Unterlauf im bebauten Bereich verrohrt.
- (Mühlkanalrest), von links an der Egonmühle auf etwa 177 m ü. NHN.
- Hesselbach, wenige Schritte danach, 1,3 km und 2,7 km². Entsteht im Gewann Hesselsee am Westrand des Forlenwaldes auf etwa 200 m ü. NHN. Nach diesem Zufluss kehrt sich der Bach mehr und mehr nach Südwesten.
- Hungergraben, von links an B 293 vor Zaisenhausen auf etwa 173 m ü. NHN, 1,1 km. Entsteht an der Nordspitze des Waldes Hägenich auf etwa 192 m ü. NHN.
- Claffenbrunnenbächle, von rechts in Zaisenhausen an der Hildastraße, 2,4 km und 2,3 km². Entsteht im Flurgewann Sauloch neben einer Straße auf etwa 210 m ü. NHN.
- Mörsbach, von links nach Zaisenhausen unterhalb der Mühle, 1,3 km. Entsteht neben dem Hederichsberg auf etwa 180 m ü. NHN, läuft als Graben neben Feldwegen und Straße und nimmt vor der Mühle einen kurzen, oberhalb blind endenden Kanalrest in der Aue auf, in dessen Unterlauf er zur Mündung an dieser vorbeiläuft.
- Hungergraben, von links auf 167,5 m ü. NHN[LUBW 7] fast gegenüber dem Mörsbach, 2,7 km und 4,3 km². Entsteht unterhalb des Weinberghangs Hahnenberg nordöstlich der Heiligenäckersiedlung von Kürnbach auf etwa 202 m ü. NHN und läuft durch den Breidingerbruch.
- (Feldweggraben vom Götzenrain), von rechts auf etwa 167 m ü. NHN, 1,3 km. Entsteht an der K 3512 auf etwa 210 m ü. NHN.
- (Entwässerungsgraben einer Schwefelquelle), fast gegenüber dem vorigen am linken Auenrand, über 0,1 km.[LUBW 6]
- Passiert wenig nach dem vorigen einen Teich am linken Ufer, knapp 0,1 ha.
- Passiert auf etwa 165 m ü. NHN im Osten von Oberderdingen-Flehingen zwischen Sportplätzen die zum Ort gehörende Sickinger Mühle.
- Humsterbach, von links und Südosten in Flehingen vor der Talquerung der Franz-von-Sickingen-Straße auf etwa 163 m ü. NHN, 8,7 km und 17,3 km².[LUBW 3] Entsteht ostnordöstlich von Sternenfels zwischen der L 1103 nach Zaberfeld-Leonbronn und einem Teilstück der Eppinger Linien auf rund 285 m ü. NHN.
Der Kohlbach läuft nach diesem Zufluss noch einen knappen Kilometer westwärts durch Flehingen.
- (Teichabfluss), von einem 0,1338 ha großen Teiches in der rechten Aue fast gegenüber dem vorigen.

Mündung des Kohlbachs von links und Osten auf knapp 160 m ü. NHN beim Flehinger Wasserschloss in den hier nordwestlich ziehenden Kraichbach. Der Kohlbach ist ab der offiziellen Quelle 11,6 km lang und hat ein 46,9 km² großes Einzugsgebiet, der aufnehmende Kraichbach ist an diesem Zufluss selbst erst 9,4 km lang.

## Geologie
Das Einzugsgebiet liegt insgesamt im Mittelkeuper. Der Kohlbach beginnt seinen Lauf im Schilfsandstein (Stuttgart-Formation), der den Nordwestrand von Heuchel- und Stromberg in einem breiten Südost-Nordwest-Streifen weit über das Einzugsgebiet hinaus säumt und hier die erste Geländestufe über den Kraichgauhügeln auf etwa 310 m ü. NHN Höhe bildet. Ungefähr am ersten Richtungsknick tritt der Bach in den Gipskeuper (Grabfeld-Formation) ein, in dem er bis zur Mündung verbleibt.
Die höhere Geländestufe des Strombergs südöstlich der Straße von Sternenfels nach Leonbronn oberhalb der Quellen des Humsterbaches reicht über dem Mergelhang der Bannhalde bis in höhere Schichten des Mittelkeupers. Löss-Sedimente bedecken einen Teil des Schilfsandsteins der mittleren Geländestufe und große Teile des darunterliegenden Hügellandes. Die quartären Talfüllungen im weiten Gipskeuper-Tal des Kohlbachs beginnen schon südlich von Sulzfeld, im Tal des Humsterbachs an seiner Westwende in Kürnbach.
Auf den südöstlichen Waldhöhen von Sulzfeld, am Trauf östlich von Kürnbach und um Sternenfels wurde früher Schilfsandstein über Tage abgebaut. Am Westfuß der Ravensburg gibt es einen größeren alten Steinbruch im Gipskeuper. Einige Geotope dort zeigen Aufschlüsse der Schichtenfolge.

### LUBW
Amtliche Online-Gewässerkarte mit passendem Ausschnitt und den hier benutzten Layern: Lauf und Einzugsgebiet des Kohlbachs

Allgemeiner Einstieg ohne Voreinstellungen und Layer: Daten- und Kartendienst der Landesanstalt für Umwelt Baden-Württemberg (LUBW) (Hinweise)
1. 1 2 3  Höhe nach dem Höhenlinienbild auf dem Hintergrundlayer Topographische Karte.
2. 1 2 3 4  Länge nach dem Layer Gewässernetz (AWGN).
3. 1 2 3  Einzugsgebiet aufsummiert aus den Teileinzugsgebieten nach dem Layer Basiseinzugsgebiet (AWGN).
4. ↑  Seefläche nach dem Layer Stehende Gewässer.
5. ↑  Einzugsgebiet nach dem Layer Basiseinzugsgebiet (AWGN).
6. 1 2  Länge abgemessen auf dem Hintergrundlayer Topographische Karte.
7. ↑  Höhe nach grauer Beschriftung auf dem Hintergrundlayer Topographische Karte.
8. ↑  Geotope nach dem einschlägigen Layer.

### Andere Belege
1. ↑  Josef Schmithüsen: Geographische Landesaufnahme: Die naturräumlichen Einheiten auf Blatt 161 Karlsruhe. Bundesanstalt für Landeskunde, Bad Godesberg 1952. → Online-Karte (PDF; 5,1 MB)
2. ↑  Geologie nach den Layern zu Geologische Karte 1:50.000 auf: Mapserver des Landesamtes für Geologie, Rohstoffe und Bergbau (LGRB) (Hinweise)